# Mika Kaurismäki

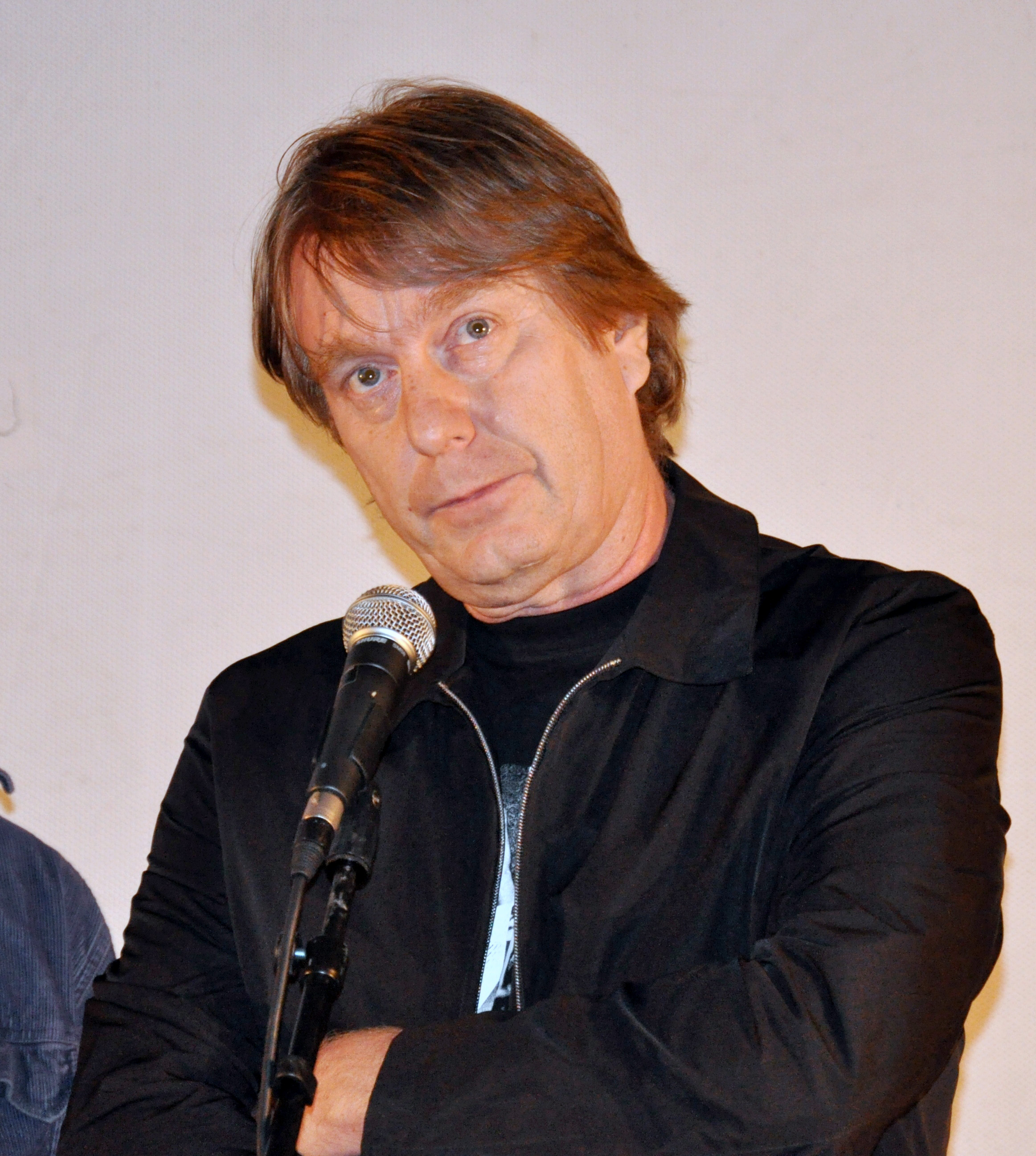
Mika Kaurismäki (2009)

Mika Juhani Kaurismäki, född 21 september 1955 i Orimattila, är en finländsk regissör och äldre bror till Aki Kaurismäki.
Han tilldelades Pro Finlandia-medaljen 1994.
Mika Kaurismäki har med åren alltmer hamnat i skuggan av sin bror och bor numera i Brasilien, där han fortsatt att göra film. 

## Filmografi (urval)
- 1981 – Lögnaren (Valehtelija)
- 1982 – De värdelösa (Arvottomat)
- 1985 – Rosso
- 1987 – Helsinki Napoli All Night Long
- 1989 – Paper Star
- 1998 – I Los Angeles utan karta
- 2002 – Moro No Brasil
- 2005 – Brasileirinho
- 2010 – Vesku
- 2011 – Mama Africa
- 2015 – The Girl King
- 2019 – Mestari Cheng

## Utmärkelser
- Pro Finlandia-medaljen av Finlands Lejons orden,  1994[2]
- Riddare av Hederslegionen,  2001[2]
- Aho & Soldan lifetime achievement award,  2018[3]

[Redigera Wikidata]